# Uma Aventura aos 40
Uma Aventura aos 40 é um filme brasileiro de gênero comédia lançado em 1947. Filmado no Rio de Janeiro, foi dirigido por Silveira Sampaio, com produção da companhia Centauro do Brasil Cinematográfica e distribuição pela D.F.B. - Distribuidora de Filmes Brasileiros.

## Sinopse
O filme se passa em 1975, quando o professor Carlos de Miranda completa 70 anos e é homenageado por um programa de televisão que leva ao ar a sua biografia. Mas mal o apresentador começa a narrar a vida do professor, este logo o interrompe aborrecido, querendo esclarecer os fatos. O que ocorre é que nesta época futura, o espectador é capaz de comunicar-se diretamente com o apresentador de televisão com o uso de uma televisão interativa.